# 日米貿易協定
日本国とアメリカ合衆国との間の貿易協定（にほんこくとあめりかがっしゅうこくとのあいだのぼうえききょうてい、英語: Trade Agreement between Japan and the United States of America）とは、 日本とアメリカ合衆国間で締結された事実上の自由貿易協定。
デジタル貿易については、別途、日米デジタル貿易協定(正式名称：デジタル貿易に関する日本国とアメリカ合衆国との間の協定（英語: Agreement between Japan and the United States of America　concerning Digital Trade）が締結される。両協定とも両国の国内手続が完了した旨の通報が完了し、2020年1月1日付の発効について両国が合意したため、2020年1月1日に発効した。
日本法においては国会承認を経た「条約」であり、 日本国政府による日本語の正式な題名・法令番号は「日本国とアメリカ合衆国との間の貿易協定（令和元年条約第10号）」である。

## 交渉開始までの経緯
日本及びアメリカ合衆国を含む12カ国は、 環太平洋地域の国々による経済の自由化を目的とした多角的な経済連携協定 (EPA) として環太平洋パートナーシップ協定（かんたいへいようパートナーシップきょうてい）（英語: Trans-Pacific Partnership Agreement、略称: TPP）の交渉を行い、2016年2月4日に署名が行われた。しかし2016年アメリカ合衆国大統領選挙で当選したアメリカ合衆国大統領ドナルド・トランプが、翌2017年1月20日の就任直後にTPP離脱をアメリカ合衆国通商代表に指示する大統領覚書（Memorandum） に署名し、アメリカ合衆国通商代表部が協定の寄託国であるニュージーランド政府に脱退を通知したため、当初の12か国での協定発効の目処は立たなくなった。
アメリカ以外の11か国は2018年3月8日に一部の規定の発効を停止した上で、参加11か国により協定を発効させるための環太平洋パートナーシップに関する包括的及び先進的な協定（かんたいへいようパートナーシップにかんするほうかつてきおよびせんしんてきなきょうてい、英語: Comprehensive and Progressive Agreement for Trans-Pacific Partnership、略称: CPTPP; TPP11）を締結し、CPTPPは2018年12月30日に、メキシコ、日本、シンガポール、ニュージーランド、カナダ及びオーストラリアの間で発効し、ベトナムについては2019年1月14日に発効した。
一方アメリカは、TPPの加盟国でもあるカナダ及びメキシコと締結している北米自由貿易協定(NAFTA)の改正交渉を2017年5月18日に正式に開始した。この改正交渉は2018年9月30日に合意に達し、2018年11月30日にアルゼンチンのブエノスアイレスにおいて、3か国首脳が米国・メキシコ・カナダ協定（USMCA）に署名し、2020年7月1日に発効した。また2018年9月24日には大韓民国との間でも2国間の米韓自由貿易協定（米韓FTA）の改定で合意し、改正議定書 に署名した。米韓FTAの改定は2019年1月に発効 した。
このようにアメリカが多数国間の協定から2国間（あるいは少数国間）の協定にシフトするなか、日本もアメリカとの2国間協定を結ぶための日米貿易交渉を行うことになり、2018年4月の日米首脳会談において双方の利益となるように、日米間の貿易・投資を更に拡大させ、公正なルールに基づく自由で開かれたインド太平洋地域における経済発展を実現するために、茂木とライトハイザー通商代表との間で「自由で公正かつ相互的な貿易取引のための協議」を開始することが合意された。

## 交渉開始から署名の経緯
2018年8月9日から10日に、ワシントンD.C.において茂木敏充経済再生担当大臣とロバート・ライトハイザー通商代表 と間でアメリカとの新たな通商協議（いわゆる「自由で公正かつ相互的な貿易取引」、以下FFR）の第1回会合が行われた。
2018年9月25日に、ワシントンDCにおいていわゆるFFRの第2回会合が行われた。
2018年9月26日の日米首脳会談において貿易協定の交渉開始が合意された。
2018年10月16日、トランプ大統領はアメリカ議会に対し、2015年TPA法に基づき、“United States-Japan Trade Agreement (USJTA)”交渉の意図を通知した。
2019年4月15日から16日に、ワシントンDCにおいて日米貿易協定の第1回交渉を行った。
2019年4月25日から26日に、ワシントンDCにおいて日米貿易交渉に関する閣僚会合・首脳会談が行われた。
2019年5月21日にワシントンDCにおいて梅本首席交渉官及び澁谷政策調整統括官とゲリッシュ次席代表とビーマン代表補との間で、日米貿易交渉に関する事務レベル協議を行った。
2019年5月25日、東京都において日米貿易に関する協議。なおこれについては、茂木経済再生担当大臣は「議論を進めるべく率直な意見交換」と発言しており、交渉とは発言してない。
2019年6月10日から11日に、ワシントンDCにおいて日米双方の実務者による協議を行った。
2019年6月13日に、ワシントンDCにおいて日米貿易交渉に関する閣僚協議を行った。
2019年6月28日に、大阪府において日米貿易交渉に関する閣僚協議を行った。
2019年7月24日から26日に、ワシントンDCにおいて日米双方の実務者による協議を行った。
2019年8月1日-2日に、ワシントンDCにおいて日米貿易交渉に関する閣僚協議を行った。
2019年8月13-14日に、ワシントンDCにおいて日米双方の実務者による協議を行った。
2019年8月21日-23日に、ワシントンDCにおいて日米貿易交渉に関する閣僚協議を行った。
2019年8月25日、G7ビアリッツ・サミットの際の日米首脳会談で、「茂木大臣とライトハイザー通商代表との間で交渉が進められ，農産品，工業品の主要項目について意見の一致を見たことを確認し，9月末の協定の署名を目指して，残された作業を加速させることで一致した」と発表された。
茂木経済再生担当大臣は「農産品、工業品の主要項目、core elements、もしくは、ライトハイザー代表は、core principles という言葉を使っておりましたが、まあ、同じ言葉でありますが、この主要項目について、意見の一致」と述べ、合意の内容は、「農産品については過去の経済連携協定の範囲内で米国が他国に劣後しない状況を早期に実現するとともに、工業品についても日本の関心に沿った関税撤廃、削減」とされている。
署名時期については、安倍総理は「9月に、国連の機会に私が訪米する際に首脳会談を行い、調印できることを目標」としたが、トランプ大統領は、「おそらく，国連総会の頃に署名するだろう」 と述べ、報道関係は、「日米貿易協定、９月下旬署名へ」と伝えた。
2019年9月23日の茂木経済再生担当大臣とライトハイザー通商代表との会談で、「農産品，工業品，デジタル貿易の主要項目についての意見の一致を受け，その後日米間で行われてきた作業の進展を踏まえ，交渉が全て終了したことを確認」されたと発表された
当初は2019年9月25日の日米首脳会談において正式文書に署名するとされていたが、文章の調整が決着せず、9月25日の段階では最終合意を確認する文書に署名にとどまった。
2019年9月25日の日米首脳会談において、「日米貿易協定及び日米デジタル貿易協定に係る最終合意を確認し、歓迎する」旨の日米共同声明に両首脳が署名した
2019年10月7日にワシントンDCのホワイトハウスにおいて、杉山晋輔駐米大使ととライトハイザー通商代表との間で協定の署名が行われ、トランプ大統領が同席した。トランプ大統領は署名式を開いた部屋にアメリカの農業団体幹部らを集め、「この協定のおかげで、日本市場で米国の農家は世界中の国とフェアに競争できる」などと述べた。すでに首脳間で合意を確認しているとはいえ、いままで日本が締結したEPA は、首相か閣僚が 署名しており、大使による署名は始めてである。
協定の署名については、日本においては閣議決定を要するが、翌日の10月8日に定例閣議が開催されるにもかかわらず、10月7日に持ち回り閣議により決定された。これについて茂木外務大臣は、10月7日夕方の記者会見で「一日でも早く，as soon as possibleということ」と説明した。署名式にアメリカの農業団体幹部らを集めたこと等のアメリカ側の日程の関係については言及していない。

## 協定の名称をめぐる議論
2018年9月26日の日米首脳会談において貿易協定の交渉開始が合意され、共同声明において次のように発表された。
| 「 | "Japan and the United States will enter into negotiations, following the completion of necessary domestic procedures, for a Japan-United States Trade Agreement on goods, as well as on other key areas including services, that can produce early achievements." | 」 |

共同声明は正式文書は英語のみであるが、日本国政府は公式に次のような日本語訳を発表した。
| 「 | 「日米両国は、所要の国内調整を経た後に、日米物品貿易協定（TAG）について、また、他の重要な分野（サービスを含む）で早期に結果を生じ得るものについても、交渉を開始する。」 | 」 |

また在日アメリカ大使館の訳では、次のようになっている。
| 「 | 「米国と日本は、必要な国内手続が完了した後、早期に成果が生じる可能性のある物品、またサービスを含むその他重要分野における日米貿易協定の交渉を開始する。」 | 」 |

このため、また物品貿易協定 (TAG) という用語は「日米共同声明に存在しない」との指摘がある。翻訳として物品とサービスを含むその他重要分野が並列で日米貿易協定を修飾している「早期に成果が生じる可能性のある物品、またサービスを含むその他重要分野における日米貿易協定の交渉」とする在日アメリカ大使館の訳の方が素直であり、少なくともTAGという略語が無いことは明らかである。
これについて国民民主党代表玉木雄一郎衆議院議員は、「ちょっと言葉を強く言えば捏造だ。あえて正しく英文を訳さずにTAG（物品貿易協定）という略語を創設し、FTA（自由貿易協定）ではないという国内向けの説明をするために、意図的に誤訳をして作られた捏造文書だと言っても良い」と述べている。
なお内閣官房TPP等政府対策本部のウェブページにおいては、交渉開始後の記事では「日米物品貿易協定交渉」という記載はあるが「日米TAG」などTAGを用いた記事はない。
アメリカ通商代表部（USTR）のHPでは“United States-Japan Trade Agreement (USJTA)”と掲載されており、日本語でも最終的には「日米貿易協定」となった。

## 交渉の名称
内閣官房TPP等政府対策本部のHPにおいては、2019年4月15日から16日にワシントンDCにおいて日米貿易協定の第1回交渉を行ったという記事はあるが、その後第2回交渉を行ったという記事は無く、「日米貿易交渉に関する閣僚協議」、「日米貿易交渉に関する実務者協議」と表記している。

## 交渉地、署名・効力発生の通知地
通常2国間の通商交渉は双方の国で相互に開催する。例えば日EUEPAでは第1回交渉をベルギーのブリュッセルで第2回交渉を東京で行い、以後第18回まで相互に（ただし第3回と第4回をベルギーのブリュッセルで、第5回と第6回と東京で連続して開催）開催している。しかし日米協定ではトランプ大統領の訪日（2019年5月27日の国賓来日での東京、6月28日のG20際の大阪）の際の首脳会談及び閣僚協議並びに2019G7（フランス・ビアリッツ）の際に2019年8月25日に首脳会談以外、全てワシントンで開催されている。
また2国間の条約・協定は通常は片方の首都で署名した場合、効力発生のために通知はもう片方の首都で行うのが通例である。例えば日EUEPAは、東京で署名、ブリュッセルで効力発生の公文交換がされている。しかし日米貿易協定はいずれもワシントンで行われている。

## 国内手続

### 日本
日本においては関税の引下げ・撤廃をもたらす協定は国会承認条約の扱いとなるため、締結のための承認案件が2019年10月15日の閣議決定 を経て10月15日に衆議院に提出 された。国内法の改正については、外務省は条約の説明書において「必要としない」 としており、また財務省は2019年10月23日に開催された関税・外国為替等審議会関税分科会への提出資料で「セーフガード等については、関税暫定措置法等の現行の法律に一般化して規定しており、日米貿易協定に盛り込まれた内容については、現行の法律に基づいて実施することが可能であるため、関税関係法の改正は不要」と説明している。これは、日米貿易協定にある、
- 牛肉、豚肉に関するセーフガード
- 麦芽等の関税割当
- 原産地手続

についてそれぞれ関税暫定措置法第7条の8（経済連携協定に基づく特定の貨物に係る関税の譲許の修正）、第8条の6（経済連携協定に基づく関税割当制度）、関税法第68条（輸出申告又は輸入申告に際しての提出書類）により適用すべき協定を政令で指定することにより実施可能なことを意味している。なお一般的な牛肉、豚肉にかかる関税の緊急措置を適用しないことについては、協定自体に関税暫定措置法の条番号まで特定して規定している。
締結のための承認案件については2019年10月24日の衆議院本会議において趣旨説明とこれに対する質疑が行われ、同日外務委員会に付託された。当初は10月25日から外務委員会での審議が開始される予定 であったが、公職選挙法違反疑惑で辞職した菅原一秀経済産業相が、同日の経済産業委員会に出席しなかったことに野党が反発し、すべての委員会が開会されなかった ため、翌週に持ち越され、10月30日に茂木外務大臣の提案理由の説明が行われた。11月1日から外務委員会での実質審議審議が開始される予定 であったが、河井克行氏の法相辞任を受けて国会が空転した ため、持ち越しになった。
外務委員会において11月6日 に外務委員会、農林水産委員会、経済産業委員会連合審査会において11月7日 に、更に外務委員会において、11月8日、13日 に質疑が行われ13日に質疑を終了したとされた。協定の承認案件は11月15日に外務委員会で、11月19日に衆議院本会議で可決され、参議院に送られた。賛成会派は、「自由民主党・無所属の会; 公明党; 日本維新の会; 希望の党」、反対会派は「立憲民主・国民・社保・無所属フォーラム; 日本共産党」であった。
協定承認案件の衆議院通過を受けての各紙は、朝日新聞は社説で「衆院の審議で政府側は『日米双方にとって、ウィンウィンかつバランスのとれた協定』といった主張を繰り返し、野党が求めた資料提出にほとんど応じなかった。誠実さに欠ける対応が続き、合意をめぐって浮かんだ数々の疑問点は、解消されていない。」とし、東京新聞の社説は「肝心の自動車問題で不透明さが際立つ。国益が守られたとはとても言い難い。」との主張を行った。
締結のための承認案件について参議院においては、2019年11月20日の衆議院本会議において趣旨説明とこれに対する質疑が行われ、同日、外交防衛委員会に付託された。
参議院の外交防衛委員会においては、11月21日に茂木外務大臣の提案理由の説明が行われ、ついで質疑が行われた。外交防衛委員会において、11月26日に に、外交防衛委員会、農林水産委員会、経済産業委員会連合審査会において11月28日 に、更に外交防衛委員会において、11月28日、12月3日 に質疑が行われ、12月3日に参議院の外交防衛委員会で、12月4日に参議院本会議で賛成161、反対79で可決され、承認された、国会の承認がされた。賛成会派は、自由民主党・国民の声; 公明党; 日本維新の会; みんなの党、反対会派は、立憲・国民.新緑風会・社民; 日本共産党; 沖縄の風; れいわ新選組; 碧水会であった。なお立憲民主党・市民クラブ、国民民主党・新緑風会の勝部賢志　議員は賛成票を投じているが、これは投票ボタンの押し間違いによるとされている。
12月10日の閣議で、「日本国とアメリカ合衆国との間の貿易協定の効力発生のための通告について」及び「デジタル貿易に関する日本国とアメリカ合衆国との間の協定の効力発生のための通告について」が決定 され、協定発効に向けた日本側の手続きが完了した。

### アメリカ合衆国
アメリカにおいては自由貿易協定は貿易促進権限に基づき締結される。具体的に現在では2015年TAA法第103条(b)に基づく関税及び非関税障壁に関する協定としての扱いになる。実施にあたっては、1974年通商法第151条のファストトラック手続により制定される実施法案の議会での可決が必要である。しかし、これには法案提出前に90日と60日に「それぞれ所定の文書の議会送付が必要であり、また米議会は上院の多数党は共和党、下院は民主党とねじれ状態にあり、貿易協定の審議が進みにくい状況にある。そのため、議会承認を必要としない範囲で大統領権限で実施できる特例発動が検討されていると報道された。法的は、2015年TAA法第103条⒜に基づく関税に関する協定とすることになる。ただしその場合は、50%引下げが原則であり、例外的に現行関税率が５％以下の場合は撤廃（無税化）ができるとなっている。
この報道のとおり2019年9月16日、トランプ大統領は議会に対し、2015年TAA法第103条(a)(2)に基づき関税に関する協定を日本と締結する意図を通知し、通知では、「第103条 (a) に基づき、日本との間で関税障壁に関する貿易協定を締結する」とあり、議会による実施法案を要しない協定となっており、現行5％を越える関税について撤廃を含まない内容となる。
日米貿易協定について2019年11月20日のアメリカ下院公聴会で、民主党の下院議員らは「トランプ政権が日本側と通商合意の対象を絞った「ミニ合意」を協議している際、議会に具体的な協議内容を明らかにせず、公聴会での証言を拒否するなど、議会と十分に協議しなかった」と、トランプ政権を非難した。また貿易問題の専門家が「日米の「ミニ合意」について、当事国間の「実質的に」全ての貿易を対象としない限り、このような合意を禁じている世界貿易機関（WTO）が問題視する可能性がある」と指摘した。
アメリカ側の協定発効のための国内法上の手続きは締結するための意図の議会通知で終わり、2019年12月10日に日本に対して、アメリカ国内の手続終了の通知がされた。関税の引下げ・撤廃の具体的手続きは大統領布告第9974号 に2019年12月26日付で大統領が署名し、12月30日に連邦官報（Federal Register）に掲載された。大統領布告が発効のぎりぎりになったため、2020年1月1日から1月13日までは、日米貿易協定の原産品についても（通常の）関税を支払った上で、1月14日以降、遡及的に日米貿易協定の特恵税率の適用と還付を要求する必要がある。

## 発効
日米貿易協定は協定第9条の規定により「両締約国がそれぞれの関係する国内法上の手続を完了した旨を書面により相互に通告した日の後三十日で、又は両締約国が決定する他の日に効力を生ずる。」となっている。
前述のようにアメリカ側は議会承認を必要とせず行政府の手続きのみで国内手続が完了する。日本の国会での承認を受け、2019年12月10日にアメリカのワシントンD.C.において、日本国とアメリカ合衆国との間の貿易協定及びデジタル貿易に関する日本国とアメリカ合衆国との間の協定の定める手続に従い，書面により相互に通告を行い、かつ、両協定の発効日を2020年1月1日とすることが日米両国で決定された。両協定は、来年1月1日に効力を生ずることが法的に確定した。

## 協定の主要内容

### 市場アクセス交渉の概要
2019年9月25日に発表された概略 では、日本側は農林水産品の関税についてTPPの範囲内に抑制したとされている。具体的にはコメ関係、粗糖・精製糖のほか、砂糖と競合する加糖調製品や砂糖菓子（チョコレート菓子等）は全面的に除外し、輸入実績がない品目のほか全ての林産品・水産品など幅広い品目について譲許せず、牛肉、豚肉、小麦についてはTPPの同水準としている。酒類はワインのみTPPと同水準の引下げ（ただしビール、ウィスキーはすでに一般税率が無税）。有税工業品は対象外。
コメが含まれなかった理由については、アメリカにおいて主要なコメ産地のカリフォルニア州は、民主党の牙城であるため、トランプ政権がコメについて感心をなかったとの指摘がある。
牛肉等の品目については輸入急増時にセーフガード措置を自動発動できる規定があるが、発動した場合「発動水準をより一層高いものに調整するため協議する」と交換公文で約束 しており、国会質疑でも問題になったが政府は「結果は予断していない」と答弁するのみで議論は深まらなかった。
アメリカ側は、農産品は日本からの輸出関心が高いアメリカ農産品42品目の関税撤廃・削減（醤油、ながいも、柿、メロン、切り花、盆栽等）を行う。自動車・自動車部品についてはアメリカ譲許表に「更なる交渉による関税撤廃」と明記するものの、具体的な関税撤廃期間や原産地規則は規定していない。日本企業の輸出関心が高く貿易量も多い品目を中心に、工業品（産業機械、化学品、鉄鋼製品等）の関税を撤廃、削減。
協定発効によるアメリカの関税削減額については、日本政府は協定発効初年212億円、最終年2,128億円との試算を2018年10月18日に公表した。しかしこの試算には、継続協議となった日本から輸出する乗用車（関税率2.5％）や自動車部品（主に2.5％）の関税撤廃も含めており、これを除くと260億円であると朝日新聞は報道した。この計算については更に、朝日新聞のサイトで計算方法を含め詳しく報道している。自動車および自動車部品の関税撤廃が実現しない場合の試算については、西村康稔経済再生相は19日の閣議後会見で「自動車および自動車部品の関税撤廃が実現しない場合の試算については今後の交渉にも悪影響を与えかねないことから差し控える」と提出を拒否した。
この自動車・自動車部品については、政府の発表では上記のように（協定に）『さらなる交渉による関税撤廃』と明記した」と説明しているが、協定上の表現は”Customs duties on automobile and auto parts will be subject to further negotiations with respect to the elimination of customs duties." であり、「be subject to（～次第である）」という留保の文言が入り、関税撤廃に向けた「約束」としての意味を弱めていると朝日新聞は指摘した。

### 協定条文
協定は前文、本文（11条）及び2つの附属書から構成されている。通常は条約の趣旨や理念・目的等を掲げる。締約国の権利や義務を規定したものではないが条約の一部であり解釈の指針となる。TPP協定では19項目、CPTPP協定では7項目から前文が構成されている。日米貿易協定の前文はこれらの協定とは異なり、単に「日本国及びアメリカ合衆国（以下「両締約国」という。）は、次のとおり協定した。」とするのみであり、理念・目的等は一切規定していない。本文において1994年のガット20条の規定を協定に組み込む（第3条）安全保障上の措置の例外（第4条）等が規定されている。付属書は日本・アメリカそれぞれの関税引下げ、撤廃を規定している。

## 協定のWTO整合性
日米貿易協定にアメリカの自動車関連が含まれないことから、WTOで許容される自由貿易協定の要件を満たさないのではないかと指摘がされている。これらの指摘については、日本政府は自動車関連品目がさらなる交渉の対象であり、これを含めると合意の関税撤廃率はアメリカ側で92％、日本側で84％となるとしている。上記の論説でも直ちには違反とは断言できないとしているが、今後自由化レベルの低い協定が標準となることが問題であり、定発効後速やかに第2ラウンド交渉に着手し、自動車関税も含めて今後日米協定が本格的なFTAに至る道筋を示すことが必要、「通商政策として問題なのだ。深刻なのは日本が自らルールの抜け道の前例を作って、結果的にWTOの規定を空文化してしまうこと」 と指摘している。
このような指摘がされているが、日本政府は日米貿易協定は「物品貿易について、ガット24条に整合的な協定」であるとの認識を公表している。
2020年7月6日から8日まで行われた、WTOの日本に対する貿易政策検討（TPR）会合における各国から、日米貿易協定のWTO整合性について質問があった。これに対する日本の回答は、ガット24条にいう「実質的にすべての貿易」の定義についてＷＴＯ加盟国の間に合意がないことに言及しつつ、日米貿易協定は、ガット24条に整合的と答えている。つまり「実質的にすべての貿易」の定義についての合意がない以上、どのような協定であっても当時国が整合的とすれば整合的であるとしている。
また、地域間貿易協定は、ＷＴＯへの通報が義務付けられているが、発効後7月を経過した2020年7月23日現在、ＷＴＯ通報 がされていない。日本がいままで締結したＥＰＡ／ＦＴＡはほとんどが発効前に通報（経済連携協定#日本のEPA/FTAの署名者、署名日、発効日、ＷＴＯ通報日参照）されているが、日米貿易協定について何らかの意図があるか単なる事務上の遅延であるかは不明であったが、下記の報道で事情が明らかになった。
2020年7月23日の日本農業新聞は、「日米貿易協定　中ぶりん　ＷＴＯへ通報せず　玉虫色の合意内容が影響？」との見出しのもと、日米貿易協定のWTO通報がされていないことを報道した。日米貿易協定がＷＴＯ通報されていないことを報道した。報道では、日本国外務省北米2課の回答として「現時点で日米貿易協定はＷＴＯ通報していない。日米間で調整を続けているが交渉中なので内容は明らかにできない」となっている。この報道では、（引用始め）「現在の協定は中間段階なので通報が遅れている」との理屈らしい（引用終わり）とも伝えている。
WTOの日本に対する貿易政策検討（TPR）会合における各国からの質問で、いつ通報すると問われたが、これに対して日本は、「米国と協議中（Notification of the Japan-US Trade Agreement to the CRTA is under coordination with the U.S.)」と回答した。また2020年11月27日の参議院本会議において、日英包括的経済連携協定の趣旨説明が行われた際の質疑で、立憲民主・社民の白眞勲議員から「いつＷＴＯに通報する」との質問があり、これに対し茂木敏充外務大臣は、「米間で調整中でありまして、調整の後、しかるべく行う予定」と答弁した。また「日米貿易協定が外務省のホームページのＥＰＡ、ＦＴＡのページに掲載されていなかった理由」についての質問には「本年十一月上旬、日米貿易協定の関連資料掲載箇所へのリンクを、我が国の経済連携協定（ＥＰＡ・ＦＴＡ）等の取組のページにも掲載いたしました。　日米貿易協定の外務省のホームページへの掲載を含め、経済連携協定等について、ホームページ上に、いかなる形でどのような箇所に資料を掲載し、またリンクを設けるかについては、案件ごとに総合的な観点から検討を行っております。」と答弁した。
2022年3月25日現在でも日米貿易協定のWTO通報はされていない。

## 協定の位置づけ
日米貿易協定について両国政府の公式HPにおける位置付けは次のようになっている。

### 日本
日本国の外務省HPで 経済連携協定（EPA）／自由貿易協定（FTA） と題するページがある。これはトップページ > 外交政策 > 経済外交 > 経済上の国益の確保・増進 > 経済連携協定（EPA）／自由貿易協定（FTA）となるページであるが、ここの一覧に「日米貿易協定」は、2020年10月までは、なかった。アメリカはあくまでTPP12の当時国として表示されている。他のページでも 国会提出案件 としての記事の他は 記者会見 や 首脳会議 の記事で触れているのみであった。
2020年10月23日に日英EPAの署名がされ、HPを更新した際に、初めて一覧に日米貿易協定及び日米デジタル貿易協定が掲載された。
財務省関税局の税関HPにおいても、少なくとも2021年6月1日までは、経済連携協定（EPA/FTA）　（関税・税関関係）の記事の中で、「（参考）日米貿易協定に関する資料（2020年1月1日発効）」という記載で経済連携協定（EPA/FTA）ではない扱いであったが、2021年7月26日現在では、他のEPAと並びで「日米貿易協定に関する資料（2020年1月1日発効）」として掲載している。なお、この変更がいつ行れたかは、税関HPに記載はない。
経済産業省の発行する通商白書においては、第Ⅲ部　施策編　第1章　ルールベースの国際通商システム　第4節　経済連携協定の進展において、経済連携協定の現状について記述しているが、2020年版では、日米貿易協定の発効後の2020年3月現在でありながら、日米貿易協定について触れていないが、2021年版では、EPAの中に日米貿易協定を含めて記述している。

### アメリカ合衆国
アメリカ通商代表部（USTR）の HP に、Free Trade Agreements というページがあるが、ここには日米貿易協定はなく、Countries & RegionsのCountries & Regionsの Japanのページ に U.S.-Japan Trade Agreement Negotiations として掲載されている。

## 牛肉セーフガードの発動水準の改訂協議
2022年3月24日、日米両政府は、牛肉セーフガードに関する協議において、実質合意がされたと発表した。この協議は、2021年3月18日の日本の行った日米貿易協定に基づく米国産牛肉に対するセーフガード措置の発動を受けて、2019年10月7日に日米貿易協定に関連して作成された二国間の交換公文に基づき開始されたものである。
合意内容は、アメリカに対する牛肉セーフガード発動については、次の双方の条件を満たすことを要件とするものであり、
1. 米国及び環太平洋パートナーシップに関する包括的かつ先進的な協定（CPTPP）締約国からの合計輸入量がCPTPPの発動水準（CPTPP協定に規定される対応する年度の発動水準と同様）を超えること
2. 米国からの輸入量が米国単独の発動水準を超えること

米国単独の発動水準は、
1. 日米貿易協定の現行の発動水準を維持、
2. ただし、2026年度までは、米国からの輸入量が翌年度の発動水準を超える場合は、翌年度（2027年度まで）に限り、当該輸入量を発動水準とする。

一方、CPTPP協定自体の牛肉セーフガード発動は、締約国からの輸入のみで算定されることは変更はない。
今後、両国政府間で、この実質合意を内容とする日米貿易協定改正議定書（仮称）の署名に向けた条文交渉を行い、署名後、発効のためには両国における国内手続（我が国においては国会承認）を経る必要がある。日本農業新聞は、この国会承認は、秋以降になるとの見通しを掲載した。
日米貿易協定改正議定書(英語: Protocol Amending The Trade Agreement between Japan and the United States of America）は、2022年6月2日（日本時間3日）、ワシントンD.C.の米国通商代表部において、冨田浩司駐米国日本国特命全権大使とキャサリン・タイ米国通商代表との間で、「日本国とアメリカ合衆国との間の貿易協定を改正する議定書」として署名された。
改正議定書は、日本では、2022年10月14日に、締結承認案件が衆議院に提出され、11月1日に衆議院で、11月22日に参議院で承認された。
12月9日、米国ワシントンD.Cにおいて、改正議定書につき、関係する国内法上の手続を完了した旨を書面により相互に通告を行い、改正議定書の発効日を2023年1月1日とすることを日米両国で決定した。これにより、改正議定書、2023年1月1日に効力を生ずる。
この日米貿易協定改正議定書は、日本法においては国会承認を経た「条約」であり、 日本国政府による日本語の正式な題名・法令番号は「日本国とアメリカ合衆国との間の貿易協定を改正する議定書（令和4年条約第13号）」であり、官報での公布は2022年12月14日付号外第266号で行われた。なお2022年12月14日付外務省告示第409号により2023年1月1日に効力を生ずる旨が告示された。